# Törpeautó-program
A Törpeautó-program egy 1953-ban kezdődő program volt a Magyar Népköztársaság idejében, létrejöttének oka a KGST általi kikötések voltak, nem engedték a Magyar Népköztársaságot személyautót építeni. Az akkori vezetés úgy gondolta, hogy a megoldás az, ha a motorkerékpár és a személyautó között egy új jármű-kategóriát hoznak létre.
A magyar törpeautónak már volt egy előzménye: az Úttörő nevű, Schadek János által tervezett és 1954-ben Debrecenben megépített kisautó.
A Törpeautó-program a Székesfehérvári Motorjavító Vállalatnál folyt. A tervezésben részt vett Kerekes Pál gépészmérnök, id. Rubik Ernő repülőgép-tervező és Bengyel Géza, a Danuvia motorkerékpárgyár konstruktőre. 1956 elejére két törpeautó is elkészült: az Alba Regia és a Balaton. De augusztusban a Kohó- és Gépipari Minisztériumban nem voltak megelégedve az addigi eredményekkel. Végül 1957-ben a program megszűnt.
Horváth József, az Alba Regia és Zappel József, a Balaton fejlesztőcsapatának vezetője 1956 végén elhagyta az országot. A törpeautók sorsa ismeretlen.